# Đá Kỳ Vân
Đá Kỳ Vân (tiếng Anh: Mariveles Reef; tiếng Mã Lai: Terumbu Mantanani; tiếng Trung: 南海礁; bính âm: Nánhǎi jiāo; Hán-Việt: Nam Hải tiêu) là một rạn san hô vòng thuộc cụm An Bang (cụm Thám Hiểm) của quần đảo Trường Sa. Đá này nằm cách đá Thuyền Chài 35 hải lý (64,8 km) về phía đông nam.
Đá Kỳ Vân là đối tượng tranh chấp giữa Việt Nam, Đài Loan, Malaysia, Philippines và Trung Quốc. Malaysia chiếm đóng đá này từ năm 1986 và đồn trú trên một tiền đồn gọi là Trạm Mike.

## Đặc điểm
Phần giữa của đá này hẹp lại và chia đá thành hai phần, trong đó phần đầu lớn hơn thì hướng về phía tây bắc; ở mỗi phần lại có một vụng biển riêng biệt. Cũng tại phần giữa này còn có một dải cát cao 1,5 m và vài hòn đá nổi trên mặt nước khi thủy triều lên. Tổng diện tích của rạn vòng là 17 km².

## Lịch sử
Tháng 9 năm 1983, Malaysia chính thức tuyên bố quyết định chiếm bãi ngầm James, đá Hoa Lau, bãi Kiêu Ngựa, đá Kỳ Vân và xem chúng là một phần của "vùng kinh tế biển" theo cách gọi của nước này.
Tháng 11 năm 1986 (có nguồn ghi tháng 12 năm 1986 và cũng có nguồn ghi năm 1987), Malaysia đưa một trung đội chiếm đá Kỳ Vân và xây dựng một tiền đồn có tên là Trạm Mike.